# Station Pitlochry
Station Pitlochry ((en)  Pitlochry railway station) is een spoorwegstation van National Rail in Pitlochry, Perth and Kinross in Schotland aan de Highland Main Line. Het station is eigendom van Network Rail en wordt beheerd door ScotRail. 